# Abel Peralta
Sergio Abel Peralta (Mendoza, 1º marzo 1989) è un calciatore argentino, centrocampista del Guaraní A.F.

## Caratteristiche tecniche
È un esterno sinistro.

## Carriera
Cresciuto nelle giovanili dell'Independiente Rivadavia, ha esordito il 13 giugno 2009 in occasione del match vinto 3-1 contro l'Almagro.

## Statistiche

### Presenze e reti nei club
Statistiche aggiornate al 10 aprile 2018.
| Stagione              | Squadra                 | Campionato            | Campionato | Campionato | Coppe nazionali | Coppe nazionali | Coppe nazionali | Coppe continentali | Coppe continentali | Coppe continentali | Altre coppe | Altre coppe | Altre coppe | Totale | Totale | Totale |
| Stagione              | Squadra                 | Comp                  | Pres       | Reti       | Comp            | Pres            | Reti            | Comp               | Pres               | Reti               | Comp        | Pres        | Reti        | Pres   | Reti   |        |
| --------------------- | ----------------------- | --------------------- | ---------- | ---------- | --------------- | --------------- | --------------- | ------------------ | ------------------ | ------------------ | ----------- | ----------- | ----------- | ------ | ------ | ------ |
| 2008-2009             | Independiente Rivadavia | BN                    | 2          | 0          | CA              | 0               | 0               |                    | -                  | -                  |             | -           | -           | 2      | 0      |        |
| 2009-2010             | Independiente Rivadavia | BN                    | 29         | 0          | CA              | 0               | 0               |                    | -                  | -                  |             | -           | -           | 29     | 0      |        |
| 2010-2011             | Independiente Rivadavia | BN                    | 28         | 2          | CA              | 0               | 0               |                    | -                  | -                  |             | -           | -           | 28     | 2      |        |
| 2011-2012             | Independiente Rivadavia | BN                    | 17         | 0          | CA              | 1               | 0               |                    | -                  | -                  |             | -           | -           | 18     | 0      |        |
| 2012-2013             | Independiente Rivadavia | BN                    | 0          | 0          | CA              | 0               | 0               |                    | -                  | -                  |             | -           | -           | 0      | 0      |        |
| 2013-2014             | Independiente Rivadavia | BN                    | 33         | 4          | CA              | 0               | 0               |                    | -                  | -                  |             | -           | -           | 33     | 4      |        |
| 2014                  | Independiente Rivadavia | BN                    | 0          | 0          |                 | -               | -               |                    | -                  | -                  |             | -           | -           | 0      | 0      |        |
| 2015                  | Independiente Rivadavia | BN                    | 11         | 0          | CA              | 0               | 0               |                    | -                  | -                  |             | -           | -           | 11     | 0      |        |
| Totale Ind. Rivadavia | Totale Ind. Rivadavia   | Totale Ind. Rivadavia | 120        | 6          |                 | 1               | 0               |                    | -                  | -                  |             | -           | -           | 121    | 6      |        |
| 2015                  | Temperley               | PD                    | 3          | 0          | CA              | 0               | 0               |                    | -                  | -                  |             | -           | -           | 3      | 0      |        |
| 2016                  | Temperley               | PD                    | 4          | 0          | CA              | 1               | 0               |                    | -                  | -                  |             | -           | -           | 5      | 0      |        |
| 2016-2017             | Temperley               | PD                    | 15         | 2          | CA              | 1               | 0               |                    | -                  | -                  |             | -           | -           | 16     | 2      |        |
| Totale Temperley      | Totale Temperley        | Totale Temperley      | 22         | 3          |                 | 2               | 0               |                    | -                  | -                  |             | -           | -           | 24     | 3      |        |
| 2017-2018             | Patronato               | PD                    | 11         | 1          | CA              | 0               | 0               |                    | -                  | -                  |             | -           | -           | 11     | 1      |        |
| Totale carriera       | Totale carriera         | Totale carriera       | 151        | 10         |                 | 3               | 0               |                    | -                  | -                  |             | -           | -           | 154    | 10     |        |